# Ypiranga (schip, 1908)
De SS Ypiranga of SS Ipiranga was een schip van de Hamburg-America Line dat op verschillende momenten een rol heeft gespeeld in de geschiedenis van Mexico. De Yparanga was een stoomboot die in 1908 werd opgeleverd.
Op 31 mei 1911 na het uitbreken van de Mexicaanse Revolutie was de Yparanga het schip waarop de afgetreden Porfirio Díaz, die sinds 1876 had geregeerd, diens echtgenote Carmen Romero Rubio en vicepresident Ramón Corral het land ontvluchtten. Het schip vervoerde Díaz en de zijnen van Veracruz naar Frankrijk.
Drie jaar later vertrok het schip vanuit Duitsland met een lading wapens aan boord richting Veracruz, hoewel als officiële bestemming Odessa in het Russische Rijk was opgegeven, aangezien de Verenigde Staten een wapenembargo hadden ingesteld tegen Mexico, waar op dat moment een burgeroorlog plaatsvond tussen het Constitutionalistisch Leger en het Federale Leger van dictator Victoriano Huerta. Toen dit bericht onder de aandacht van de Amerikaanse president Woodrow Wilson kwam stuurde deze de Amerikaanse marine naar Veracruz om deze stad te bezetten. De gezagvoerder van de Ypiranga kreeg hier tijd lucht van, en verlegde haar koers naar Puerto México, waar de wapens alsnog werden afgeleverd. Dit incident zou een van de redenen vormen voor Huerta's val later dat jaar.
In 1917, tijdens de Eerste Wereldoorlog, werd het schip door de Amerikaanse Marine in beslag genomen.